# Elaeocarpus perrieri
Elaeocarpus perrieri är en tvåhjärtbladig växtart som beskrevs av C. Tirel. Elaeocarpus perrieri ingår i släktet Elaeocarpus och familjen Elaeocarpaceae. Inga underarter finns listade i Catalogue of Life.